# Fortunato Santini

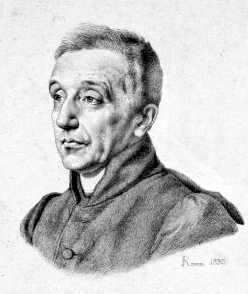
Fortunato Santini em 1823

Fortunato Santini (Roma, 5 de janeiro de 1777 - Roma, 14 de setembro de 1861)  foi um padre, compositor e colecionador de música italiano.

## Vida
Santini nasceu em Roma e foi criado em um orfanato, onde estudou contraponto com Giuseppe Jannacconi. Mais tarde, ele teve aulas de órgão com G. Giudi. Entre 1798 e 1801 estudou teologia e filosofia e foi ordenado sacerdote em 1801. Nesses anos, ele já começou a copiar e coletar manuscritos de música do Escola Romana. Ele acreditava que só entenderia totalmente essas velhas pontuações se fosse capaz de copiá-las. Mesmo no século XIX, não era fácil compreender as complicadas notas manuscritas do século XVI. Estas primeiras cópias que ele fez, criaram a base para sua coleção que logo se tornou mais e mais importante. Para copiar composições musicais, Santini foi procurar os originais nas diferentes bibliotecas e arquivos das igrejas e mosteiros de Roma. Graças ao Cardeal Carlo Odescalchi, que esquartejou a coleção de Santini em seu palácio privado em Roma, Santini teve acesso a arquivos privados mantidos pela nobreza romana, como o Família Ruspoli.
Em 1820, Santini publicou um catálogo de cerca de mil partituras musicais em sua coleção crescente. Este catálogo foi logo reconhecido em toda a Europa e Santini estabeleceu contatos com uma gama internacional de musicólogos, músicos e colecionadores: Karl Proske, Raphael Georg Kiesewetter, Carl von Winterfeld, Carl Friedrich Zelter e Felix Mendelssohn Bartholdy.
Em 1835, pelo cardeal Odescalchi, Santini tornou-se membro da Congregazione e Accademia di Santa Cecilia ; em 1837 da Sing-Akademie zu Berlin, em 1845 do Mozarteum em Salzburg e em 1840 do Comité historique des arts et monuments du Ministére de l'Instruction Publique francês (Comitê histórico de artes e monumentos do Ministério de Instrução Pública da França).
Quando em 1838 o cardeal Odescalchi decidiu abrir mão de seu título de cardeal para se tornar um simples membro dos jesuítas, Santini mudou-se com sua biblioteca para um apartamento próximo à igreja de Santa Maria dell'Anima, a igreja nacional de todo o Sacro Império Romano em Roma e doravante a igreja nacional da Alemanha e hospício de pessoas de língua alemã em Roma. Lá, Santini passou a organizar saraus musicais particulares semanais, onde eram executadas peças de sua preciosa coleção. Principalmente música sacra vocal em alemão de Bach, Händel e Graun, que eram praticamente desconhecidos na Itália naquela época. Para tornar os textos alemães mais compreensíveis, ele os traduziu para o italiano ou para o latim.
Entre 1830 e 1840, a situação econômica de Santini tornou-se difícil e ele pensou em vender pela primeira vez sua coleção, que contava então com 4.500 partituras manuscritas e 1.200 impressas. Todas as bibliotecas importantes da Europa, Berlim, Paris, Bruxelas e São Petersburgo estavam interessadas. Mas apenas em 1855 Santini o transmitiu à Diocese Católica Romana de Münster. O valor exato pago é um mistério. A única certeza é que Santini recebeu, além do valor da venda, uma anuidade de 465 scudi pagos trimestralmente. A princípio, o acervo musical foi depositado em salas do Campo Santo Teutonico, cemitério alemão em Roma. Apenas um ano após a morte de Santini, em 14 de setembro de 1861, sua biblioteca foi transportada, peça por peça, em carroça puxada por burros para Münster.
Em Münster, a coleção foi depositada no Museu Episcopal de Antiguidades Cristãs e caiu em desuso e foi esquecida por muitos anos. Somente no início do século XX a biblioteca de Santini foi redescoberta pelo musicólogo inglês Edward Dent. Em 1923, o bispo cedeu a biblioteca de Santini à Universidade de Münster, onde a coleção pôde ser devidamente catalogada e analisada. Durante a Segunda Guerra Mundial, dois terços da biblioteca da Universidade foram destruídos e os catálogos de fichas foram queimados. A biblioteca de Santini, entretanto, escapou de danos. Após os primeiros bombardeios - como medida de segurança - a coleção foi transferida para a residência de campo de um bispo. Hoje a Coleção Santini está na nova biblioteca da diocese de Münster. Aqui os preciosos manuscritos são depositados de maneira adequada e podem ser consultados por todos.
Santini compôs música sacra que até hoje não foi publicada. Algumas das suas cartas manuscritas e partituras também se encontram na biblioteca do Conservatório Giovanni Battista Martini, no Liceu Musical de Bolonha.